# Spencer Charters
Spencer Charters (* 25. März 1875 in Duncannon, Pennsylvania; † 25. Januar 1943 in Hollywood, Kalifornien) war ein US-amerikanischer Schauspieler.

## Leben und Karriere
Spencer Charters wurde in einer kleinen Gemeinde im US-Bundesstaat Pennsylvania geboren. Nach der Schule begann er eine Karriere als Theaterschauspieler und zog mit Schauspieltruppen durch Amerika. 1910 war Charters erstmals am Broadway mit dem Stück Get-Rich-Quick Wallingford zu sehen. Sein Filmdebüt absolvierte er bereits 1920 in Number 17, dennoch erst mit Beginn des Tonfilmes Ende der 1920er-Jahre sollte er regelmäßiger an Filmen mitwirken. In den 1920er-Jahren war er vor allem am Broadway in Komödien zu sehen.
1930 siedelte Charters nach Hollywood über, wo er bis zu seinem Tod 1943 an mehr als 200 Spielfilmen mitwirkte, was ihn zu einem vielbeschäftigten Charakterdarsteller seiner Zeit machte. Spencer Charters spielte insbesondere in der Spätphase seiner Filmkarriere oftmals nur kleinere Nebenrollen, in einigen B-Filmen übernahm er dagegen auch größere Aufgaben. Der mondgesichtige, leicht korpulente Charakterdarsteller spielte zunächst häufiger schlecht gelaunte oder gehässige Autoritätsfiguren. Im späteren Verlauf seiner Filmkarriere war er aber besonders häufig in komödiantischen Rollen als leicht verwirrter Würdenträger oder Angestellter zu sehen; häufig verkörperte er dabei Richter, Ärzte, Beamte, Sheriffs oder Hotelmanager.
Im Januar 1943 starb der 67-jährige Charters in seiner Garage durch eine Kohlenmonoxidvergiftung in Verbindung mit Schlaftabletten. In der Zeit vor dem Suizid hatte seine Gesundheit deutlich nachgelassen. Er war mit seiner Frau Irene Myers, einer ihrerzeit bekannten Bühnenschauspielerin, von 1913 bis zu ihrem Tod 1941 verheiratet; das Ehepaar hatte ein Kind. Charters letzter Film Arsen und Spitzenhäubchen, in dem er in den Anfangsszenen einen fast tauben Standesbeamten neben Cary Grant spielte, wurde erst ein Jahr nach seinem Tod veröffentlicht. Sein Grab befindet sich im Forest Lawn Memorial Park in Glendale.

## Filmografie (Auswahl)
- 1920: Number 17
- 1920: April Folly
- 1923: Little Old New York
- 1924: Das Heldenmädchen von Trenton (Janice Meredith)
- 1930: Whoopie!
- 1931: The Front Page
- 1932: Filmverrückt (Movie Crazy)
- 1932: Union Depot
- 1932: Ein Dieb mit Klasse (Jewel Robbery)
- 1932: Three on a Match
- 1932: 20.000 Jahre in Sing Sing (20,000 Years in Sing Sing)
- 1933: Zwischen heut und morgen (Gabriel over the White House)
- 1933: Der Boß ist eine schöne Frau (Female)
- 1933: Der Frauenheld (Lady Killer)
- 1933: The Kennel Murder Case
- 1934: Liebe ohne Zwirn und Faden (Fashions of 1934)
- 1934: Wonder Bar
- 1934: Das ist geschenkt (It’s a Gift)
- 1934: Ein schwerer Junge (The St. Louis Kid)
- 1934: Jagd nach dem Glück (The Pursuit of Happiness)
- 1935: Stranded
- 1935: Don’t Bet on Blondes
- 1935: Der Rabe (The Raven)
- 1936: Mississippi-Melodie (Banjo on My Knee)
- 1936: Der junge Mr. Lincoln (Young Mr. Lincoln)
- 1935: The Goose and the Gander
- 1936: Lustige Sünder (Libeled Lady)
- 1936: Mr. Deeds geht in die Stadt (Mr. Deeds Goes to Town)
- 1937: Sternschnuppen (Pick a Star)
- 1937: Make a Wish
- 1937: Chicago
- 1937: Danger – Love at Work
- 1937: Der Gefangene von Zenda (The Prisoner of Zenda)
- 1937: … dann kam der Orkan (The Hurricane)
- 1938: Breaking the Ice
- 1938: Three Comrades
- 1938: Schule des Verbrechens (Crime School)
- 1938: Vivacious Lady
- 1938: Topper geht auf Reisen (Topper Takes a Trip)
- 1938: Liebe zu viert (Four's a Crowd)
- 1938: Der gejagte Professor (Professor Beware)
- 1939: Trommeln am Mohawk (Drums Along the Mohawk)
- 1939: Nur dem Namen nach (In Name Only)
- 1939: Herr des wilden Westens (Dodge City)
- 1939: Jesse James, Mann ohne Gesetz (Jesse James)
- 1939: Der Glöckner von Notre Dame (The Hunchback of Notre Dame)
- 1939: Der junge Mr. Lincoln (Young Mr. Lincoln)
- 1939: Second Fiddle
- 1940: Remember the Night
- 1940: Unsere kleine Stadt (Our Town)
- 1940: Hochzeit wider Willen (The Doctor Takes a Wife)
- 1940: Die unvergessliche Weihnachtsnacht (Remember the Night)
- 1940: Goldschmuggel nach Virginia (Virginia City)
- 1940: Fräulein Kitty (Kitty Foyle)
- 1940: Land der Gottlosen (Santa Fe Trail)
- 1940: The Boys from Syracuse
- 1940: Blondie Plays Cupid
- 1941: So Ends Our Night
- 1941: Sein letztes Kommando (They Died with their Boots On)
- 1941: Tabakstraße (Tobacco Road)
- 1941: Vorsicht Gespenster! (Hold That Ghost!)
- 1941: Entscheidung in der Sierra (High Sierra)
- 1942: Yankee Doodle Dandy
- 1942: Der große Wurf (The Pride of the Yankees)
- 1942: Silver Queen
- 1943: Slightly Dangerous
- 1944: Arsen und Spitzenhäubchen (Arsenic and Old Lace)